# Ernst Persson
Ernst August Herman Persson, född 8 juli 1880 i Östra Ryds socken, Östergötland, död 3 februari 1965 i Stockholm, var en svensk affärsman och kooperatör.
Ernst Persson var son till hemmansägaren Per August Jonsson. Efter folkskola och några års arbete i jordbruk genomgick han Bjärka-Säby lantbruksskola 1902–1904. Persson var därefter anställd som rättare och 1906–1907 elev vid Karlskoga praktiska skola. Han visade där fallenhet för bokföring och handelsämnen och fick anställning som handelslärare vid skolan. Persson genomgick Handelshögskolan i Stockholm 1910–1912 och var under denna tid amanuens i ekonomisk geografi hos professor Gunnar Andersson. Efter ytterligare en tids verksamhet som lärare i Karlskoga kom han 1914 som kamrer och kontorschef till Nordiska kompaniets verkstäder i Nyköping. Han knöts 1920 till den konsumentkooperativa rörelsen som kassadirektör och chef för finans- och fastighetsförvaltningen (1921–1932 även för revisionsavdelningen), en befattning han behöll till utgången av 1947. Persson var medlem av Kooperativa förbundets styrelse 1921–1947 och var revisor i Konsumtionsföreningen Stockholm med omnejd från 1921. Han var styrelseledamot i flera företag där konsumentkooperationen var engagerad, bland annat Kvarn AB Tre kronor, Olaus Olssons Kolimport AB (vice ordförande), Svenska Gummifabriks AB, Svenska skoindustri AB, AB Gustafsbergs Fabriks intressenter och AB Karlshamns oljefabriker. Persson var medlem av 1924 års skatteberedning och 1936 års skattekommitté samt var från 1939 ledamot av sjöfartsnämnden. Under sin tid som chef för revisionen bidrog han till bättre utbildning av kooperationens revisorer. Han utarbetade en handbok för konsumentföreningarna, Föreningarnas ekonomi (1932) och verkade under denna tid även som föreläsare.